# Colonel Heeza Liar
 (février 2017).
Si vous disposez d'ouvrages ou d'articles de référence ou si vous connaissez des sites web de qualité traitant du thème abordé ici, merci de compléter l'article en donnant les références utiles à sa vérifiabilité et en les liant à la section « Notes et références ».

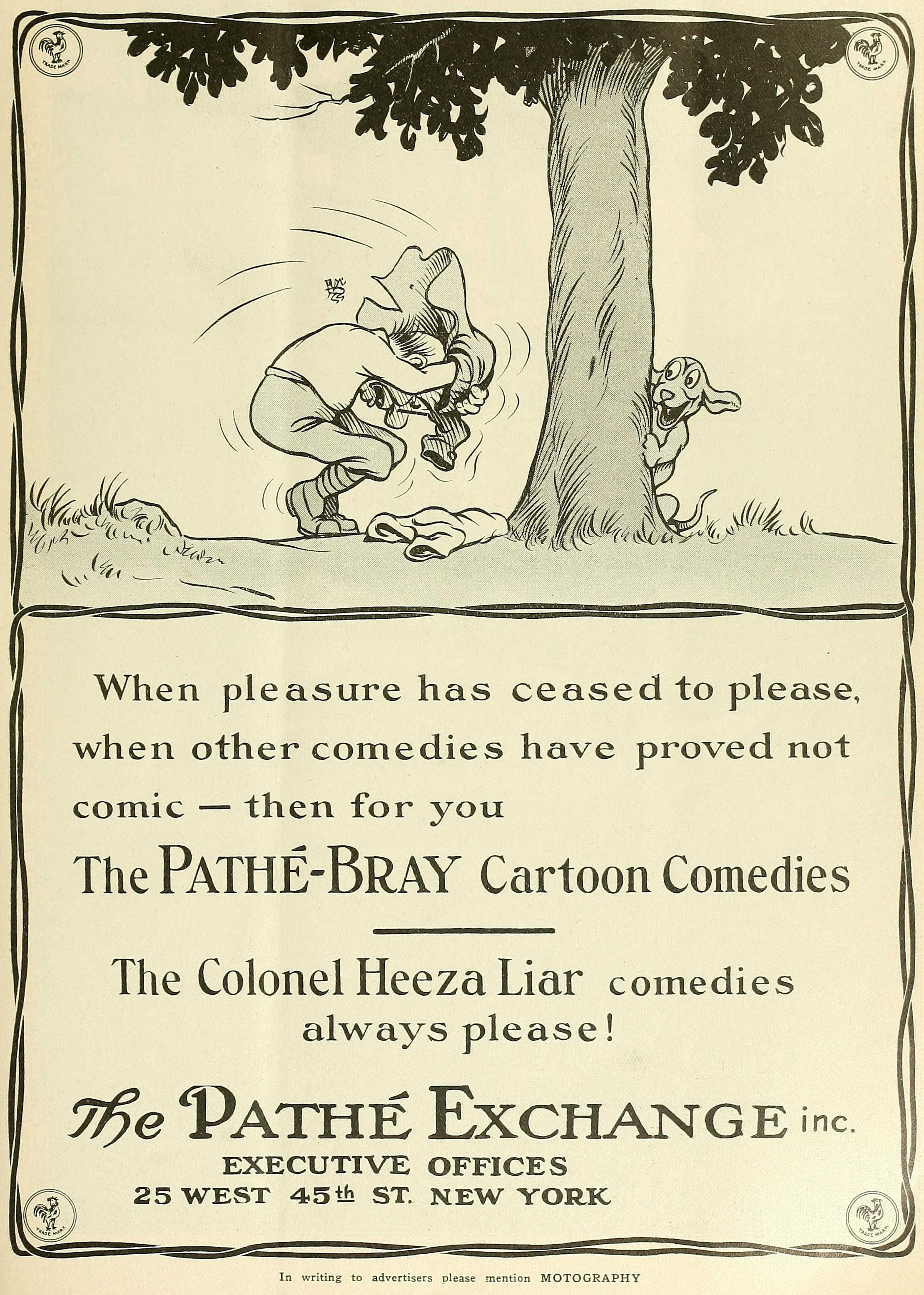
Affiche publicitaire présentant les aventure du Colonel Heeza Liar.

Colonel Heeza Liar est un personnage de dessin animé créé en 1913 par John Randolph Bray pour les J. R. Bray Studios

## Filmographie partielle
- 1915 : Colonel Heeza Liar Foils the Enemy
- 1915 : Colonel Heeza Liar at the Bat
- 1917 : Colonel Heeza Liar on the Jump
- 1923 : Colonel Heeza Liar's Forbidden Fruit